# 隆博
隆博是東非國家莫桑比克的港口，由楠普拉省負責管轄，位於該國東北部莫桑比克海峽沿岸，主要經濟活動有漁業、腰果出口和旅遊業，市內有酒店和機場設施。

## 外部連結
- MSN Map[永久]

15°00′38″S 40°39′59″E / 15.01056°S 40.66639°E